# Copa sèrbia de futbol
La copa sèrbia de futbol és la segona competició futbolística de Sèrbia. Fou creada l'any 2006 després de la dissolució de l'estat de Sèrbia i Montenegro, en fundar-se l'Associació Sèrbia de Futbol independent. Per motius de patrocini s'anomena "Lav Kup Srbije".

## Historial
Font:
Srpski Olimpijski Kup
| Temporada | Campió                   | Resultat | Finalista                   |
| --------- | ------------------------ | -------- | --------------------------- |
| 1914      | SK Velika Srbija Beograd | 3-1      | FK Šumadija 1903 Kragujevac |

Kup Srbije
| Temporada | Campió                    | Resultat           | Finalista             |
| --------- | ------------------------- | ------------------ | --------------------- |
| 2006-07   | FK Crvena Zvezda (1)      | 2-0                | FK Vojvodina Novi Sad |
| 2007-08   | FK Partizan (1)           | 3-0                | FK Zemun              |
| 2008-09   | FK Partizan (2)           | 3-0                | FK Sevojno            |
| 2009-00   | FK Crvena Zvezda (2)      | 3-0                | FK Vojvodina Novi Sad |
| 2010-11   | FK Partizan (3)           | 3-0                | FK Vojvodina Novi Sad |
| 2011-12   | FK Crvena Zvezda (3)      | 2-0                | FK Borac Čačak        |
| 2012-13   | FK Jagodina (1)           | 2-0                | FK Vojvodina Novi Sad |
| 2013-14   | FK Vojvodina (1)          | 2-0                | FK Jagodina           |
| 2014-15   | FK Čukarički (1)          | 1-0                | FK Partizan           |
| 2015-16   | FK Partizan (4)           | 2-0                | FK Javor Ivanjica     |
| 2016-17   | FK Partizan (5)           | 1-0                | FK Crvena Zvezda      |
| 2017–18   | FK Partizan (6)           | 2–1                | FK Mladost Lučani     |
| 2018–19   | FK Partizan (7)           | 1–0                | FK Crvena Zvezda      |
| 2019–20   | FK Vojvodina Novi Sad (2) | 2–2 (prò.) (4-2 p) | FK Partizan           |
| 2020–21   | FK Crvena Zvezda (4)      | 0–0 (prò.) (4-3 p) | FK Partizan           |
| 2021–22   | FK Crvena Zvezda (5)      | 2–1                | FK Partizan           |
| 2022–23   | FK Crvena Zvezda (6)      | 2–1                | FK Čukarički          |
| 2023–24   | FK Crvena Zvezda (7)      | 2–1                | FK Vojvodina Novi Sad |
| 2024-25   | FK Crvena Zvezda (8)      | 3–0                | FK Vojvodina Novi Sad |

1. ↑  Partit abandonat amb 2-1, i atorgat 3-0 finalment.